# Маундерівський мінімум

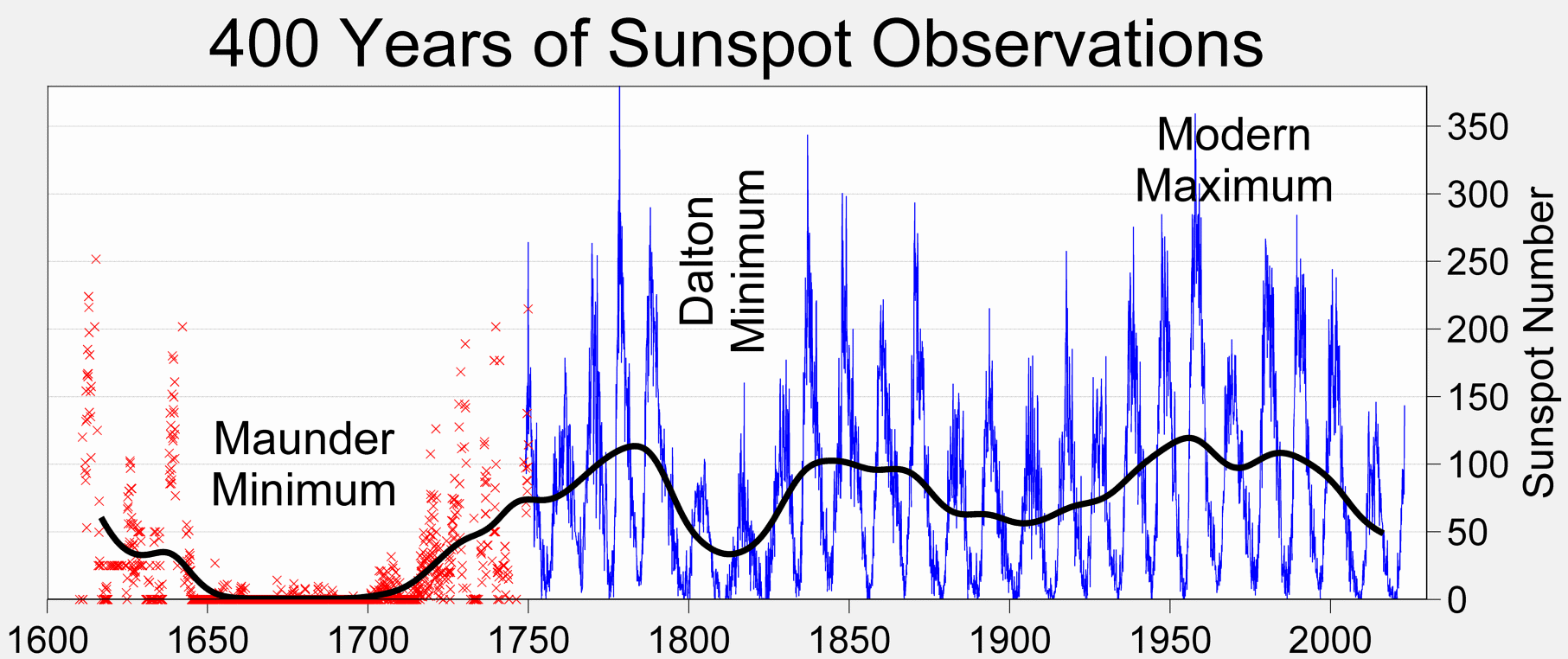
Мінімум Маундера в 400-річній історії спостереження сонячних плям

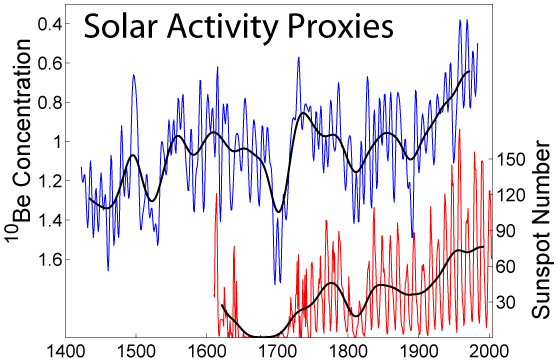
Динаміка активності Сонця відтворена по концентрації берилія-10

Маундерівський мінімум (англ. Maunder Minimum) — період довгочасного зменшення кількості сонячних плям приблизно з 1645 по 1715 роки. Отримав назву від імені подружжя англійських астрономів Едварда Волтера Маундера (1851—1928) та Енні Маундер (1868—1947), які виявили це явище при вивченні архівів спостереження Сонця.
За підрахунками Маундерів, за цей період спостерігалось лише близько 50 сонячних плям замість звичайних 40-50 тисяч. При цьому переважна більшість плям виникла в південній півкулі Сонця. Надалі падіння сонячної активності в зазначений Маундерами період було підтверджено аналізом вмісту вуглецю-14, а також деяких інших ізотопів, наприклад берилію-10, в льодовиках і деревах. Такий аналіз дозволив виявити 18 мінімумів активності Сонця за останні 8000 років, включаючи мінімум Шперера (1450—1540) і мінімум Дальтона (1790—1820). Також, за деякими даними, під час Маундерівського мінімуму спостерігалось падіння інтенсивності полярних сяйв і швидкості обертання Сонця.
Маундерівський мінімум збігається в часі з найхолоднішою фазою глобального похолодання клімату, що відзначалося впродовж XIV—XIX сторіч (так званий малий льодовиковий період). Однак безпосередній зв'язок поміж двома цими подіями оспорюється — багато вчених вважають, що незначний рівень падіння сонячної активності не дозволяє пояснити глобальне похолодання тільки цією причиною.
Цікаво, що період зменшення активності Сонця (1645—1715) збігся доволі точно з періодом правління короля-Сонця Людовика XIV (1643—1715).

## Див також
Список сонячних бур